# Манки Д. Луффи
Манки Д. Луффи (яп. モンキー・D・ルフィ Монки Ди Руфи) по прозвищу «Соломенная шляпа» (яп. 麦わら Мугивара) — главный персонаж манги и аниме «One Piece. Большой куш». Луффи является капитаном Пиратов Соломенной шляпы. Он съел дьявольский плод резина-резина, благодаря чему он стал «резиновым человеком», и, как следствие, его тело получило способность растягиваться. Его главная цель — пересечь океаническое течение Гранд-Лайн, найти сокровище Ван-Пис, оставленное Гол Д. Роджером, и стать Королём пиратов.
С момента своего первого появления в манге Луффи получил признание и популярность: сайт IGN поставил его на 22-е место в списке лучших аниме-персонажей. Образ Луффи был хорошо принят критиками. С ним выпускаются разнообразные товары, в том числе брелочки, плюшевые игрушки и статуэтки. В одноимённой телеадаптации его роль исполнил мексиканский актёр Иньяки Годой.

## Сюжет

### Описание персонажа
Луффи — худощавый черноволосый парень среднего роста. Под левым глазом у него находится шрам, полученный им в детстве, когда он пытался доказать Шанксу, что он взрослый. Он постоянно носит соломенную шляпу, которую ему отдал Шанкс, на протяжении всей первой части он носит жилет, шорты и сандалии. Во второй половине сериала, после двухлетней тренировки, Луффи носит вместо жилета рубашку с длинными рукавами и жёлтый пояс. На груди у него появляется большой X-образный шрам, оставленный адмиралом Акаину.
Луффи по характеру крайне беспечен, однако он очень дружелюбен и добр. Он часто бывает наивен и совершает много глупостей, однако при необходимости может принимать крайне неординарные решения. Он также отличается бесстрашием, во многом его смелость является следствием его глупости. Совершая какой-либо поступок, Луффи редко когда задумывается о последствиях. Луффи очень любит есть, его любимая еда — мясо. Всякий раз, когда он встречает кого-нибудь необычного, он приглашает его к себе в команду. Многие персонажи манги и аниме отмечали, что Луффи очень похож по характеру на Гол Д. Роджера. Несмотря на все свои чудачества, он способен превращать в своих союзников даже своих врагов: из-за его способности с лёгкостью заводить себе соратников он был назван самым опасным человеком во всех морях. Луффи очень предан своим друзьям, и ради своих соратников он не раз рисковал своей жизнью. Он старается не убивать своих врагов: по словам Эйитиро Оды, он делает это не из жалости к противнику, напротив, он делает это для того, чтобы унизить их ещё сильнее, потому что для пирата потерять свою мечту — ещё хуже, чем умереть.
Награда за голову: в конце арки «Арлонг-Парк» за Луффи назначена награда в 30 000 000 белли, после арки «Алабаста» — 100 000 000 белли, после арки «Эниес-Лобби» — 300 000 000 белли, во время двухлетней тренировки Луффи он получил награду в 400 000 000 белли, победив Донкихота Дофламинго на острове Дресроза, он получает награду в 500 000 000 белли, после событий на территории одного из императоров морей Большой Мамочки «Вселяднии» — 1 500 000 000 белли, а после арки «Государство Вано» победив одного из императоров, Кайдо, его награда выросла до 3 000 000 000 белли.

### Сила и способности
В детстве Луффи съел дьявольский плод резина-резина (однако позже оказывается, что Пять Старейшин в прошлом переименовали плод Человек-Человек Типа: мифический зоан Модель: Бог солнца, Хмык, чтобы скрыть его), и, как следствие, его тело приобрело свойства резины: Луффи способен растягивать своё тело, и он практически неуязвим к электрическим разрядам и дробящему оружию. Стоит отметить, что до пробуждения, несмотря на свойства резины, плод Луффи является парамецией, а не логией, ведь его тело лишь способно имитировать свойства резины (тянуться, не пропускать электричество и т.д.), но не состоит из неё. Он предпочитает драться в рукопашном бою, постоянно используя способность своего Дьявольского плода. Как и все съевшие Дьявольский плод, Луффи не умеет плавать и при погружении в воду камнем падает на дно, а также слабеет, если рядом с ним находится минерал «морской камень» (Кайросеки), нейтрализующий силу Дьявольского плода. По собственному утверждению, Луффи очень много тренировался, в результате чего его сила, выносливость и скорость намного превосходят те, что имеются у обычного человека. Кроме того, у него невероятно сильная воля, которая не раз помогала ему добиться своей цели.
Будучи «резиновым человеком», Луффи может использовать так называемые «передачи» есть «вторая», «третья», «четвёртая» и «пятая» передачи. «Первая передача» — это состояние, когда Луффи не использует передачи. При использовании второй передачи Луффи сжимает часть своего тела, тем самым ускоряя кровоток и значительно повышая свою силу и скорость. Когда Луффи применяет третью передачу, то он делает  на своём теле дыру и  закачивает туда воздух то есть «надувает» часть своего тела — обычно руку или ногу — до гигантских размеров, таким образом значительно повышая разрушительную мощь своего удара. Можно использовать оба гира одновременно, однако это очень сильно выматывает Луффи. «Четвертая передача» — для его применения Луффи «надувает» свои мышцы и покрывает их духом воителя. Луффи становится «упругим» человеком. В таком состоянии его тело становится настолько упругим, что оно начинает скакать подобно мячику. Отличительной особенностью техники является то, что Луффи уже не растягивает конечности, а подобно пружине сжимает их вовнутрь, а затем выстреливает ими. Скорость и мощь атак Луффи многократно возрастают. Эта техника открывает Луффи еще одну технику из «Шестьи воинских стилей» — Лунная походка. При использовании пятой передачи, Луффи становится практически непобедим, и может всё окружение делать резиновым тем самым подстраивать окружение в битве под себя. Пятую передачу нельзя воссоздать, его можно использовать только пробудив мифический зоан Хмык - бога солнца во вселенной One Piece. Находясь в пятой передаче, способности Луффи значительно увеличиваются, например, он может превращаться в гиганта или увеличивать части своего тела до куда больших размеров,чем в третьем гире, кроме того он делает это без необходимости закачивать в них воздух . Также он способен делать тела своих соперников и своё окружение  резиновым.  В бою с Кайдо Луффи поймал молнию (природную)и метнул её в него.
После двухлетней тренировки Луффи овладевает всеми тремя типами Духа. Дух воителя позволяет ему покрывать тело невидимой бронёй, а также использовать её при ударе и многократно увеличивать его силу. Дух созерцания позволяет ему предвидеть действия врагов и ощущать, когда они рядом. Наконец, Луффи один из тех немногих, у кого есть способности Духа покорителя, которая позволяет лишать сознания противников со слабой силой воли одним взглядом. В первой части сериала Луффи несколько раз неосознанно её использует, но впоследствии учится её контролировать. В арке "Государство Вано" Луффи обучается новой форме Духа воителя - Рюо, с помощью которой можно наносить урон по внутренностям врага, а также продвинутой форме королевской воли, которой можно покрывать тело и наносить атаки, не касаясь врага. Используя одновременно вторую передачу и Дух воителя, Луффи использует «Удар Алого Ястреба», при котором его кулак загорается, и при ударе наносит врагу сильный урон. Когда Луффи сразился с Магелланом, тот отравил его при помощи своего Дьявольского плода, однако Луффи выжил и в результате получил иммунитет ко многим ядам.

### История
В начале сериала Луффи становится друзьями со знаменитым пиратом «Рыжим» Шанксом. Луффи случайно съедает плод Резина-Резина, который был у Шанкса, в результате Шанкс спасает Луффи от морского зверя — властелина морей — ценой своей руки. Уплывая из родного города Луффи, Шанкс отдаёт ему свою соломенную шляпу и берёт с него обещание: когда Луффи станет Королём пиратов, тогда и вернёт её. Через десять лет после тех событий Луффи отправляется в плавание по океану Ист-Блу, чтобы собрать себе команду. Первым, кто к нему примкнул, стал фехтовальщик Ророноа Зоро, бывший охотник на пиратов. Затем к нему присоединяется воровка по имени Нами, которая стала в его команде штурманом, длинноносый трусливый врун Усопп, ставший канониром, и кок Санджи, законченный донжуан. Команда Луффи впоследствии стала известна, как «Пираты Соломенной шляпы», и победила таких злодеев, как капитан Морган, «Клоун» Багги, капитан Куро, Дон Криг. Впоследствии Нами покидает команду и угоняет корабль, чтобы выкупить свою деревню у рыбочеловека Арлонга, беспрестанно её терроризирующего, однако Луффи одолевает Арлонга и возвращает Нами в команду.
Луффи отправляется на Гранд-Лайн, однако, когда он останавливается в ближайшем к нему порту Логтауне, за ним начинает следовать дозорный по имени Смокер. Смокеру почти удаётся схватить Луффи, но его спасает загадочный мужчина в балахоне по имени Дракон. На Гранд-Лайн к Луффи присоединяется принцесса Нефертари Виви, чьё государство Алабаста, расположенное на пустынном острове, находится в состоянии гражданской войны. Виви выяснила, что за кровопролитием в её стране стоит Крокодайл, один из семи Великих корсаров, и Луффи решает ей помочь. По пути, остановившись на Барабанном острове, он приглашает себе в команду говорящего оленя Тони-Тони Чоппера, который становится у него судовым врачом. В Алабасте Луффи сражается с Крокодайлом и побеждает его, тем самым прекращая войну. Виви остаётся в Алабасте, а друзья продолжают свой путь. Вскоре после происшествий на острове Алабаста к команде Луффи присоединяется Нико Робин, девушка-археолог, умеющая читать надписи на древних камнях-понеглифах, бывшая правая рука Крокодайла.
Продвигаясь дальше, Луффи знакомится с пиратом Маршаллом Д. Тичем, который, как и Луффи, мечтает стать Королём пиратов. Затем команда прибывает на небесный остров Скайпия, где идёт война между двумя народами. Луффи побеждает правителя острова «бога» Энеля, и на Скайпии наступает мир. Вскоре после приключений на острове Скайпия команда сталкивается с адмиралом дозорных Кудзаном, который рассказывает команде, что знания Робин понеглифах не выгодны Мировому правительству: в надписях на понеглифах содержатся доказательства о том, что Мировое правительство пришло к власти сомнительным путём. Луффи отказывается выдавать Робин правительству и пытается сразиться с Кудзаном, но тот с лёгкостью побеждает его. Команда доплывает до судостроительной верфи Уотер-Севен, где они вступают в конфликт с бандой киборга Фрэнки. Вскоре Робин захватывает тайная организация Мирового правительства CP-9, однако Пираты Соломенной шляпы вместе с Фрэнки, присоединившимся к ним, пытаются её спасти и объявляют войну Мировому правительству, стерев с лица земли остров-тюрьму «Эниес-Лобби», а Луффи побеждает сильнейшего агента CP-9 Роба Луччи и спасает Робин.
Команда попадает на гигантский корабль «Триллер-Барк», где знакомится с ожившим скелетом по имени Брук. На «Триллер-Барке» капитаном является Гекко Мория, один из семи корсаров. Его способность — похищать тени живых существ и с их помощью оживлять зомби. Луффи побеждает Морию, после чего к Бруку возвращается его тень, и он становится частью команды, где исполняет обязанности музыканта. На архипелаге Сабанди, который находится близко к концу первой половины Гранд-Лайна, Луффи знакомится с Сильверсом Рэйли, бывшим первым помощником в команде Гол Д. Роджера. Вскоре Луффи его друзья сталкиваются с Варфоломеем Гризли, который телепортирует каждого члена команды в различное место.
Луффи оказывается на острове Амазонская Лилия, где живут только женщины во главе с Боа Хэнкок, ненавидящей мужчин. Луффи становится известно, что его приёмного старшего брата Портгаса Д. Эйса захватил Чёрная Борода, оказавшийся Маршаллом Д. Тичем, и выдал Морскому Дозору, и что скоро Эйса казнят. Также становится известно, что один из четерёх императоров, «Белоус» Эдвард Ньюгейт, решает собрать всю свою флотилию и спасти члена своей команды Эйса из рук дозорных. Неожиданно для всех, Хэнкок влюбляется в Луффи и помогает ему пробраться в тюрьму Импел-Даун, где держат Эйса, но Луффи опаздывает, так как Эйса увезли на публичную казнь в Генштаб Морского дозора — Маринфорд. В Импел-Дауне Луффи сражается с Магелланом, который отравляет его с помощью силы своего Дьявольского плода, но Луффи чудом удаётся выжить. Луффи освобождает многих пиратов из тюрьмы, в том числе Багги, Крокодайла и рыбочеловека Дзимбэ, которые становятся его союзниками, а затем отправляется в Генштаб Морского дозора. Одновременно Ньюгейт и его флотилия также добираются до Маринфорда, и начинается битва. Главнокомандующий дозорных Сэнгоку объявляет, что отец Луффи — Манки Д. Дракон, возглавляющий Революционную армию и ведущий активную борьбу против Мирового правительства, один из самых разыскиваемых преступников в мире, а дед — Манки Д. Гарп, один из самых сильных дозорных, вице-адмирал, некогда преследовавший и сражавшийся на равных с самим Гол Д. Роджером и ставший приёмным дедом Эйса по его просьбе. Луффи освобождает Эйса, но Эйса убивает адмирал Сакадзуки, из-за чего Луффи впадает в отчаяние. Какое-то время Луффи тяжело переживает потерю Эйса и даже хочет отказаться от мечты стать Королём пиратов, считая себя слишком слабым, но Дзимбэ помогает ему вновь обрести надежду. После того, как Луффи оправляется от утраты Эйса, Рэйли советует ему и его команде остаться в тех местах, куда их отправил Гризли, и потренироваться два года, прежде чем отправляться в Новый свет. Луффи подаёт знак своей команде через газету, и те начинают тренировку, каждый член под руководством своего учителя, а Луффи под руководством Рэйли. Рэйли обучает Луффи владеть всеми тремя видами Духа.
Через два года команда Соломенной шляпы воссоединяется на архипелаге Сабанди, и встречаются на «Таузенд Санни», который охранял Варфоломей Гризли, который, как выясняется, тайно помогал Луффи, и в обмен на возможность помощи Луффи его роботизировал и лишил собственной воли доктор Вегапанк. Герои покрывают корабль пузырём и отправляются под Ред-Лайн, через остров Рыболюдей. На острове Рыболюдей пытается устроить государственный переворот рыбочеловек по имени Ходи Джонс, фанатично преданный идеям Арлонга о том, что люди — низшие создания по сравнению с рыболюдьми. Становится известно, что принцесса русалок Силлагастра, с которой подружился Луффи, способна повелевать властелинами морей и, таким образом, является Посейдоном — одним из трёх легендарных оружий, способных уничтожить мир. Луффи спасает Силлагастру и Остров Рыболюдей от Джонса, обратив на себя внимание «Большой Мамочки» Шарлотт Линлин, одной из Императоров морей, а затем предлагает Дзимбэ вступить к нему в Команду, но Дзимбэ отвечает, что сделает это позже.
Прибыв в Новый свет, друзья оказываются на острове Панк-Хазард, одна половина которого заморожена, а другая — пылает огнём. Здесь Луффи встречает Трафальгара Лоу, ставшегоодним из Великих корсаров, который заключает союз с ним против Кайдо, одного из Императоров морей. На острове они побеждают Цезарь Клоуна, который разрабатывал оружие массового уничтожения, а затем отправляются в королевство Дрессроза, которым правит Великий корсар Донкихот Дофламинго, чтобы уничтожить фабрику искусственных Дьявольских плодов и таким образом подвинуть Кайдо к поражению. После победы над Дофламинго и разрушения фабрики Луффи и часть команды (другая часть двинулась в Вано) прибывают на остров Зоя, который расположился на спине колоссального слона Зуниши, который населен народом пушных - полулюдей, полуживотных. Незадолго до этого из атаковал Валет, один из подчинённых Кайдо, но Соломенные шляпы помогают минкам. Санджи вынуждают плыть в земли Большой Мамочки, поэтому команды Луффи, а также пушные Кэррот и Педро отправляются за ним. На территории Большой Мамочки Луффи и Капоне Бэдж совершают покушения на Большую Мамочку, но она выживает, и герои спасаются бегством. Педро жертвует собой ради побега остальных, Луффи в Зеркальном мире сражается с Крахмалом а Кэррот пробуждает свою истинную силу - сулонг - во время полнолуния.
Успешно сбежав от Большой Мамочки и забрав Санджи, команда воссоединяется в государстве Вано, где правит йонко Кайдо. Луффи вступает в битву с ним, но почти сразу же терпит поражение и отправляется в тюрьму. Там он встречает старика Хьёгуро, который обучает его новой форме воли - рюо, и позднее они сбегают. Луффи, его друзья а также «9 алых ножен» и 5000 самураев вторгаются на Онигасиму - крепость Кайдо и место, откуда он правит. Луффи снова сражается с ним и снова проигрывает и падает в море. Команда Лоу ловит его а Кодузки Момоноскэ, сын прежнего правителя Вано, возвращает его на Онигасиму. Тем времен Кайдо с помощью силы своего плода буквально поднял остров в небеса с целью обрушить его на столицу Вано. Луффи вновь вступает в поединок с Кайдо, в ходе которого последний сильно ослабевает, однако агент СР0 мешает Луффи и он снова проигрывает. Кайдо разочарован таким "неинтересным" исходом, однако Луффи пробуждает свой плод Резина-Резина (который является на самом деле плодом Человек-Человек Тип: Мифический зоан, модель: Хмык), превращаясь буквально в бога Солнца и наконец одолевает Кайдо. Друзья вместе с жителями Вано празднуют победу. Им пытается помешать новый адмирал Дозора - Зелёный Бык - но подоспевший император морей Шанкс прогоняет его.
Сейчас действие разворачивается на Яйцеголовом острове, земле будущего, где находится лаборатория доктора Вегапанка, которого Мировое правительство решило устранить, а Луффи, получивший звание Императора морей, и команда решили спасти его.

### Другие появления
Луффи присутствует во всех ответвлениях аниме-сериала и манги: в полнометражных фильмах, в OVA и в играх. Существует эпизод-кроссовер One Piece, где присутствуют также персонажи Toriko. Через год вышла серия-кроссовер с персонажами One Piece, Toriko и «Жемчуг дракона Z», соответственно, в обеих этих сериях присутствует Луффи. Эйитиро Ода и Акира Торияма вместе создали мангу-кроссовер Cross Epoch, вышедшую в 2006 году, где присутствуют персонажи и One Piece. и «Жемчуга Дракона Z». Луффи появлялся также в играх-кроссоверах: Battle Stadium D.O.N (GameCube и PlayStation 2), Jump Super Stars (Nintendo DS), Jump Ultimate Stars (Nintendo DS) и J-Stars Victory VS (PlayStation 3, PlayStation Vita).

## История создания
Создавая Луффи, Эйитиро Ода, создатель манги, хотел, чтобы он был мужественным, а за образец мужественности он брал персонажей из манги «Жемчуг дракона» Акиры Ториямы. Ода дал ему способность растягиваться, словно резина, потому что, по его мнению, эта способность очень подходит к характеру Луффи, и она достаточно комично выглядит. Луффи был задуман таким образом, чтобы все его мысли и эмоции были понятны, поэтому он постоянно говорит и делает, что думает. Изначально Ода планировал назвать Дьявольский плод Луффи просто «Резиновым плодом», однако редактор сказал ему, что «Резиновый плод» существует в реальной жизни, и Ода решил переименовать плод в Резина-Резина, и, по его словам, не жалеет о данном решении.
В аниме-сериале, а также во всех анимационных фильмах, OVA и прочих ответвлениях сериала Луффи озвучивает сэйю Маюми Танака. В OVA Defeat the Pirate Ganzack!, вышедшей до сериала, Луффи озвучивала Урара Такано. В дубляже 4Kids Entertainment его озвучивает Белла Хьюдсон, а в дубляже Funimation Entertainment — Колин Клинкенберд. В русском дубляже Луффи озвучивает Елена Шульман, а после 62 серии аниме-сериала — Екатерина Кабашова.

## Отзывы и восприятие
Луффи трижды был на первом месте в списке популярности персонажей манги, выходящей в японском журнале Weekly Shonen Jump. Майк МакФарланд и Кристофер Сабат, озвучивавшие дубляж Funimation Entertainment, отмечали, что Луффи более харизматичен, чем Гоку, главный герой «Жемчуга дракона». Луффи был номинирован на награду Japanese Animation Awards 2008 в номинации «Лучший мужской персонаж», однако уступил Алукарду из манги «Хеллсинг» Сайт IGN поставил его на 22-е место в списке лучших аниме-персонажей.
T.H.E.M. Anime Reviews охарактеризовал Луффи, как «милого идиота», сочтя его очень оптимистичным и идеалистичным. В обзоре четвёртого полнометражного фильма Dead End Adventure The Star Online отмечает, что Луффи «отличный боец», но в то же время «абсолютно пустоголовый». Рика Такахаси в своей статье на сайте EX.org отмечала, что способности Луффи в виде растягивания выделяют его среди главных героев манги в жанре сёнэн, и сочла, что они привнесли в сериал «что-то свежее и интересное». Anime News Network сравнил Луффи с главным героем аниме и манги Rurouni Kenshin Химурой Кэнсином, так как у обоих схожие характеры. Mania Entertainment назвала Луффи «великим сёнэновским героем».
В благодарность за то, что Эйитиро Ода в 2016 году пожертвовал 8 миллионов долларов на восстановление своего родного города Кумамото после землетрясения, по указу губернатора установили памятник Луффи напротив здания администрации префектуры.